# Bretonska tronföljdskriget
Bretonska tronföljdskriget (1341–1364) var en konflikt mellan Karl av Blois och huset Montfort om kontrollen (och titeln) över hertigdömet Bretagne. Det spelade en viktig roll under Hundraårskriget mellan Frankrike och England, då den engelska kronan stödde Montfort och franska kronan stödde Blois och båda sidor bekostade konflikten med avsevärda medel. Trots att Montfort med sina engelska bundsförvanter vann konflikten, var det Frankrike som gick som slutgiltig vinnare eftersom Johan V av Montfort utropade sig som vasall till Karl V av Frankrike, och inte Edvard III av England som hade hjälpt honom till segern.

## Bakgrund
Hertig Johan III av Bretagne tyckte väldigt illa om sina halvsyskon från sin fars andra giftermål. Han tillbringade flera år med att försöka ogiltigförklara giftermålet så att hans halvsyskon skulle bli förklarade som oäktingar, och hans halvbror Johan av Montfort aldrig få ärva titeln hertig av Bretagne. Johan utnämnde Johanna av Penthièvre, dotter till hans yngre bror Guy, till arvtagare. 1337 gifte sig denna Johanna med Karl av Blois, näst äldste son i en mäktig adelsfamilj med anknytningar till Filip VI av Frankrike. Men 1340 försonades Johan III med Johan av Montfort och utsåg honom till arvtagare till hertigdömet. Johan dog barnlös den 30 april 1341 och detta utlöste konflikten.

## Kriget
Huvuddelen av adeln stödde i början Karl av Blois, så Johan av Montfort var tvungen att gå snabbt till verket. Han intog på kort tid Nantes, hertigdömets huvudstad och sedan Limoges där hertigdömet hade sina skattkammare. I mitten av augusti fick John av Montfort kontroll över de tre största städerna Nantes, Rennes och Vannes.
Dittills hade konflikten varit ett rent inbördeskrig, men för att komplicera saken vidare hade Hundraårskriget mellan England och Frankrike brutit ut fyra år tidigare, 1337. Under 1341 rådde en vapenvila medan parterna som skulle komma att vara till slutet av juni 1342. När Filip VI av Frankrike fick höra rykten om engelska agenter vid Johan av Montforts hov började franska kronan intressera sig mer direkt för konflikten. Karl av Blois utropades till Frankrikes kandidat för hertigtiteln, och vad som än varit Johan av Montforts intentioner tvingades han därmed söka stöd hos Edvard III av England och samtidigt bistå i dennes kamp om den franska kronan.
Edvard III var tvungen att efterleva vapenvilan mellan England och Frankrike, men det fanns inget som hindrade Filip VI från att agera gentemot rebelliska vasaller. I november led Johan de Montfort nederlag och tvingades i fängelse efter det att förhandlingar med Karl av Blois brutit samman. Det var nu upp till Johans fru Johanna att leda Montforts kamp om hertigdömet. Hon etablerade ett högkvarter i Hennebont, i västra Bretagne, men drevs till Brest där hon belägrades. Med hjälp av engelska styrkor under earlen av Northampton bröts belägringen under ett sjöslag vid Brest. Den franska sidan hade väntat sig en landsättning av Edvard III vid Calais när vapenvilan ändat och dragit tillbaka huvuddelen av sina styrkor hit. Karl av Blois lämnades därmed att slåss för sin egen sak. Han visade sig vara en god fältherre och intog Rennes och Vannes.
I slutet av november anlände Edvard III med sin armé till Brest. Han marscherade mot Vannes där han påbörjade en utdragen belägring. En fransk armé ställdes samman men den 19 januari 1343, innan något avgörande slag tillfogats endera sidan, fick regenterna till stånd en ny vapenvila. Vannes ställdes under kontroll av påven. Då Johan av Montfort fortfarande var fängslad, förde hans fru deras son, ett spädbarn, till London. Där bedömdes hon vara sinnessjuk och fängslades därefter och sonen togs in under engelskt beskydd. Huset Montforts intressen i Bretagne bevakades därmed från London, med en stor engelsk garnison i Brest.
Vapenvila rådde mellan Frankrike och England fram till den 29 september 1346 och förhindrade de bägge parterna till krigföring, men Karl av Blois hävdade att konflikten var separat och ej innefattades av vapenvilan. Det mindre av de bägge krigen rasade i och med det vidare. I Paris släpptes Johan av Montfort från fängelset den 1 september 1343 mot en enorm lösesumma och lovade att hålla sig till ägorna i östra Bretagne. Montforts situation fortsatte att vara svår, trots att man lyckats återfå kontroll av Vannes från påven, bestod deras aktioner mest av vädjan om soldater och pengar från London.
Karl av Blois belägrade Quimper i mars 1344. Staden föll den 1 maj samma år och som vanligt under denna tid innebar detta att stora mängder civila fick sätta livet till. De engelska fångarna hölls kvar för att man skulle kunna erhålla lösesumma för dem, medan de bretonska och normandiska fångarna fördes till Paris, där de avrättades för förräderi. Under sommaren/hösten föll Montforts mer eller mindre samman. Även Johan av Montforts ihärdigaste anhängare insåg nu att kampen var förlorad. Johan av Montfort lyckades fly till England där han förpassades till att bli en marionettfigur för Englands intressen i Bretagne.
Edvard III beslutade att upphäva vapenvilan sommaren 1345, ett år innan avtalat. Som en del av Edvards större plan sändes en styrka till Bretagne under earlen av Northampton och Johan av Montfort. Inom en vecka efter deras landstigning i juni åtnjöt de sin första seger då Sir Thomas Dagworth, en av Northamptons löjtnanter, lyckades med en räd in i centrala Bretagne där han lyckades besegra Karl av Blois vid Cadoret i närheten av Slottet Josselin. Uppföljningen blev mindre imponerande. Johan av Montfort försökte återerövra Quimper genom en belägring, men nyheter om att Edvards huvudoffensiv ställts in gjorde att Frankrike kunde sända förstärkningar från Normandie. Med dessa kunde Karl av Blois bryta belägringen. Johan de Montfort flydde till Hennebont där han blev sjuk och avled den 16 september. Arvinge var hans nu femårige son Johan.
Under följande vinter förde earlen av Northampton en lång och hård kampanj med huvudmål att ta kontrollen över en hamn på norra sidan halvön. Man hade dock mycket lite för sina ansträngningar. Den enda framgången för engelsmännen blev slaget vid La Roche-Derrien, där en mindre stad erövrades och en garnison under Richard Totesham uppfördes. Till slut beslutade sig Edvard III för Normandie som landningsställe för sin kampanj under 1346. Northampton kallades tillbaka från Bretagne och Thomas Dagworth utnämndes som hans ställföreträdare.
Mellan 1346 och 1364 vanns och förlorades en mängd slag mellan bägge parter, ett flertal vapenvilor och avtal formades och bröts.
Den 27 mars 1351 utspelades De trettios kamp i närheten av Slottet Josselin. Jean de Beaumanoir, en av Karl av Blois kaptener och vapenbroder till den franske hjältefiguren Bertrand du Guesclin, utmanade då Robert Bramborough, anhängare till Montfort, på en kamp mellan de bägge sidorna. Striden stod mellan 30 riddare och vapendragare på var sida. Jean de Beaumanoir vann kampen, samtliga av kombattanter på bägge sidor sårades eller dog. Bramborough var en av nio av Montforts anhängare som dräptes i striden. Kampen hade ingen direkt inverkan på konflikten men ansågs av samtiden vara det finaste prov på ridderlighet som kunde uppvisas. Kampen har besjungits, illustrerats och beskrivits ett flertal gånger, bland annat i Jean Froissarts ”Chroniques”.

## Avgörandet
Det slutgiltiga nederlaget för huset Blois kommer under slaget vid Auray den 29 september 1364. Bertrand du Guesclin och Karl av Blois led ett stort nederlag mot Johan V och dennes engelska allierade. Karl av Blois dödades under slaget och hans fru Johanna tvingades till att skriva under ett fredsavtal den 12 april 1365 där hon gav upp sina anspråk på Bretagne samt erkände Johan V som hertig av området.
Överraskande utropade sig Johan V som vasall till Karl V av Frankrike, och inte Edvard III av England som hade hjälpt honom till segern i kriget.